# Eduardo Herrera Bueno
Eduardo Herrera Bueno (n. 5 iulie 1914 - d. 15 august 1991) a fost un jucător de fotbal spaniol care a jucat pentru echipa FC Barcelona.